# Frances Langford

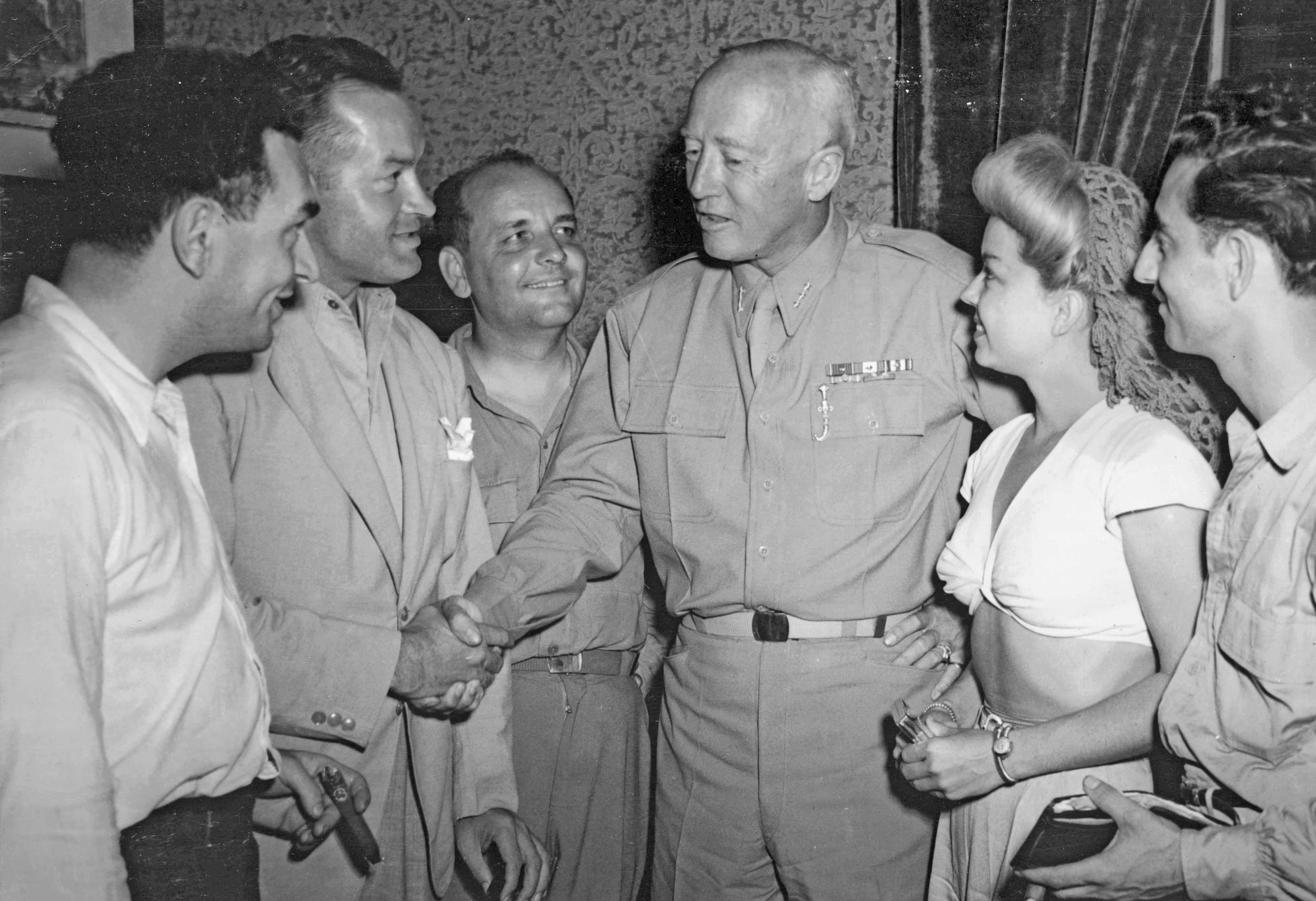
Frances Langford als Teil der Truppenunterhaltung u. a. mit George S. Patton und Bob Hope in Sizilien, 1943

Frances Newbern Langford (* 4. April 1913 in Lakeland, Florida; † 11. Juli 2005 in Jensen Beach, Florida) war eine US-amerikanische Sängerin und Schauspielerin.
Sie begann ihre Karriere als Opernsängerin. Aufgrund einer Operation am Hals wechselte sie dann in das Fach der populären Musik. Seit den 1930er-Jahren sang Frances Langford im Radio und wirkte ab 1936 in Spielfilmen mit. Als eigentliche Sängerin spielte sie vor allem in Musicals, jedoch meist nur in kleinen Rollen. Im Jahre 1941 begann sie eine Zusammenarbeit mit Bob Hope in seiner Radiosendung, die bis in die späten 1980er-Jahre anhielt. Im Radio arbeitete sie auch mit Don Ameche bei „The Bickersons“ zusammen, was auch auf Schallplatte veröffentlicht wurde. Obwohl sie nie der Major Star war, sang sie viele der großen Klassiker, etwa You are My Lucky Star und Broadway Rhythm im Musical Broadway Melody of 1936 oder auch Hooray for Hollywood.
Bis zu ihrem Tode trat sie immer noch ab und zu im Nachtclub ihres eigenen großen Strandmotels „Frances Langford Outrigger Resort“ in Jensen Beach, Florida auf. Ihr letztes reguläres Konzert gab sie 1966 für die Truppen in Vietnam.
Ihr erster Ehemann (1934–1955) war der Schauspieler Jon Hall, ihr Schwiegervater Schauspieler Felix Locher.

## Filmografie (Auswahl)
- 1935: Jeden Abend um acht (Every Night at Eight)
- 1935: Broadway-Melodie 1936 (Broadway Melody of 1936)
- 1936: Zum Tanzen geboren (Born to Dance)
- 1936: Palm Springs
- 1937: Hollywood Hotel
- 1940: Hit Parade of 1941
- 1941: All-American Co-Ed
- 1942: Yankee Doodle Dandy
- 1943: Cowboy in Manhattan
- 1949: Texaspolizei räumt auf (Deputy Marshal)
- 1953: Die Glenn Miller Story (The Glenn Miller Story)